# Farancia
Farancia is een geslacht van slangen uit de familie toornslangachtigen (Colubridae) en de onderfamilie Dipsadinae.

## Naam en indeling
De wetenschappelijke naam van de groep werd voor het eerst voorgesteld door John Edward Gray in 1842.
Er zijn twee verschillende soorten, die beiden worden vertegenwoordigd door twee ondersoorten. De slangen werden eerder aan andere geslachten toegekend, zoals Coluber, Natrix, Homalopsis, Helicops, Calopisma en Abastor.

### Soorten
Het geslacht omvat de volgende soorten, met de auteur en het verspreidingsgebied.
| Naam                           | Auteur                    | Verspreidingsgebied |
| ------------------------------ | ------------------------- | --- |
| Modderslang (Farancia abacura) | Holbrook, 1836            | Verenigde Staten (Texas, Arkansas, Louisiana, Mississippi, Alabama, Georgia, Florida, South Carolina, North Carolina, Virginia, Tennessee, Missouri, Illinois, Kentucky) |
| Farancia erytrogramma          | Palisot de Beauvois, 1802 | Verenigde Staten (Louisiana, Mississippi, Alabama, Georgia, Florida, South Carolina, North Carolina, Virginia, Maryland)                                                 |

## Uiterlijke kenmerken
De dieren bereiken een lichaamslengte van ongeveer zeventig tot 120 centimeter, maximaal iets meer dan twee meter. De juvenielen zijn van de oudere dieren te onderscheiden door de puntige staartpunt, die van volwassenen is stomp van vorm.

## Levenswijze
De soorten zijn vrijwel volledig aquatisch en brengen veel van hun tijd in het water door. Hier jagen ze voornamelijk op gladde prooidieren, zoals wormsalamanders, palingen, kikkers en Vissen. Als ze worden opgepakt, prikken de slangen met hun staartpunt in de armen van hun belager, ze kunnen echter geen verwondingen toebrengen.

## Verspreiding en habitat
De soorten komen voor in delen van Noord-Amerika en komen endemisch voor in de Verenigde Staten. De slangen zijn gevonden in de staten Maryland, Texas, Arkansas, Louisiana, Mississippi, Alabama, Georgia, Florida, South Carolina, North Carolina, Virginia, Tennessee, Missouri, Illinois en Kentucky.
De habitat bestaat uit verschillende typen draslanden en in zoute moerassen.

## Beschermingsstatus
Door de internationale natuurbeschermingsorganisatie IUCN is aan beide soorten een beschermingsstatus toegewezen. De slangen worden beschouwd als 'veilig' (Least Concern of LC).